# Дракино (Лискинский район)
Дракино — село в Лискинском районе Воронежской области. Административный центр Дракинского сельского поселения.

## География
Расположено на левобережной пойме реки Хворостани (приток реки Дон), в 18 км к северо-западу от города Лиски и в 60 км к югу от Воронежа, вплотную срослось с посёлком Давыдовка.

## История
В 1770 году его основали бывшие монастырские крестьяне, переселившиеся из деревень Кузьминское, Петровское, Батурлина, Нехорошего, Енино, Нефедово, Андреева, Борисова, Черкасова, Жиличная, Дракино, Ленино Серпуховского уезда Московской губернии.
По одной из версий, название деревни произошло от слова «драть», то есть очищать землю от кустарников и леса для пашни. В память о своем родном селе дракинцы «перекричали» своих товарищей из других деревень и назвали новое поселение — Дракино.
Есть вторая версия происхождения названия. Семьи на Воронежскую землю были переведены из разных сел и деревень, и в основном это были семьи, недовольные своей жизнью на родине и которые возглавляли борьбу против монастырских властей, будоражили и поднимали других на эту борьбу. Их выступления часто оканчивались избиением монастырской администрации, что по официальной терминологии того времени считалось не борьбой за свои права, а просто дракой. Видимо, произведенный по чьей-то прихоти такой необычный отбор поселенцев и поселение их в одном месте и послужили основанием для происхождения столь неэтичного для современников наименования села.
В 1782 году в Дракино насчитывался 81 двор, 566 жителей. По данным 1900 года, число дворов выросло до 368, а жителей — 2851 человек. В том году в селе было 5167 десятин земельных угодий, Троицкая церковь, семь общественных зданий, 1 земская и 1 церковно-приходская школа, 11 крупорушек, 16 ветряных мельниц, трактир, 4 лавки, дважды в году в селе проводились ярмарки.
В период боевых действий на Дону — с июля 1942 года по январь 1943 года — Дракино входило в прифронтовую полосу. Многие дракинцы участвовали в строительстве оборонительных сооружений, работали в эвакогоспиталях соединений Воронежского фронта. В центре села установлен обелиск на братской могиле (№ 323) воинов, павших в боях и умерших от ран. Дракинцы воздвигли символический памятник односельчанам, не вернувшимся с фронта.
По состоянию на 1982 год в Дракино проживало 3154 человека. Большинство из них работало на давыдовских, нововоронежских, воронежских и лискинских предприятиях. Сельским хозяйствам занималось всего лишь 315 дракинцев.

## Население
| 1859  | 1897  | 2002  | 2010  | 2012  | 2013  | 2014  |
| ----- | ----- | ----- | ----- | ----- | ----- | ----- |
| 2012  | ↗2815 | ↗3114 | ↗3253 | ↘3186 | ↘3131 | ↘3065 |
| 2015  | 2016  | 2017  | 2018  | 2021  |       |       |
| ↗3072 | ↘3028 | ↘2993 | ↘2979 | ↗3080 |       |       |

## Известные люди
В Дракино родились и жили:
- С. Г. Пальчиков — участник революционных событий, отличившийся в боях с Деникиным.
- Ф. Д. Федосов — Герой Социалистического Труда.
- Доярки Д. З. Фетисова, Т. И. Федосова, бригадир комплексной бригады М. М. Корышева — кавалеры ордена Трудового Красного Знамени.